# Никульский сельсовет
Никульский сельсовет — упразднённая административно-территориальная единица, существовавшая на территории Московской губернии и Московской области до 1954 года.
Никульский сельсовет был образован в первые годы советской власти. По данным 1922 года он входил в состав Константиновской волости Сергиевского уезда Московской губернии.
По данным 1926 года в состав сельсовета входили село Никульское, деревни Александровка и Ясниково.
В 1929 году Никульский с/с был отнесён к Константиновскому району Кимрского округа Московской области. При этом к нему был присоединён Грачневский с/с.
17 июля 1939 года к Никульскому с/с были присоединены селения Алмазово, Гривино и Чирково упразднённого Михалевского с/с.
14 июня 1954 года Никульский с/с был упразднён. При этом его территория была передана в Константиновский с/с.